# La balena Giuseppina/Giuseppina non lasciarmi mai
La balena Giuseppina/Giuseppina non lasciarmi mai  è un singolo discografico di Giampaolo Daldello, pubblicato nel 1980.

## Descrizione
Il brano era la sigla dell'anime Addio Giuseppina!, scritto da Mario Bondi su musica e arrangiamento di Gianfranco Tadini. Il brano è stato inserito all'interno dell'album del 1980 Superbambini.
Giuseppina non lasciarmi mai è stata utilizzata come sigla di coda scritta dagli stessi autori; di questo brano esiste anche una versione strumentale incisa da Gisella Fusi e intitolata Come un fiore.

## Tracce
Lato A
- La balena Giuseppina - (Mario Bondi--Gianfranco Tadini)

Lato B
- Giuseppina non lasciarmi mai - (Mario Bondi-Gianfranco Tadini)